# Antony Acland
Sir Antony Arthur Acland (12 marzo 1930 – 8 settembre 2021) è stato un diplomatico inglese.

## Biografia
Antony Acland nacque il 12 marzo 1930 ed era il secondo figlio del generale di brigata Peter Acland e di sua moglie Bridget Susan Barnett. Suo fratello maggiore, John, era un maggior generale della British Army. 
Venne educato all'Eton College. Nel 1948 entrò nella Royal Artillery con una "commissione di emergenza" del dopoguerra. Dopo il servizio militare, proseguì gli studi al Christ Church College dell'Università di Oxford e nel 1953 conseguì un Bachelor of Arts in filosofia, politica ed economia. In seguito ottenne un Master of Arts.
Nel 1953 venne assunto dal Foreign Office. Tra il 1954 e il 1955 completò un corso di arabo presso il Middle East Centre for Arab Studies (MECAS) di Beirut. Dopo il suo primo incarico come assistente agente politico presso la missione diplomatica nell'Emirato di Dubai nel 1955, l'anno successivo divenne dipendente della missione diplomatica nell'Emirato del Kuwait e durante questo periodo subì gli effetti della crisi di Suez nella penisola arabica. Nel 1959 tornò al Foreign Office per divenire assistente segretario personale del Segretario di Stato per gli affari esteri Selwyn Lloyd. Quindi prestò servizio presso la missione del Regno Unito presso l'Organizzazione delle Nazioni Unite prima a New York dal 1962 al 1966 e poi a Ginevra dal 1966 al 1968 come cancelliere della missione. In questo periodo seguì l'evoluzione della crisi dei missili di Cuba dell'ottobre del 1962 e del Natale di Sangue di Cipro tra il dicembre del 1963 e il gennaio del 1964, un evento parte della più ampia questione di Cipro. Durante questo conflitto simile a una guerra civile, partecipò ai lavori di un comitato politico speciale per i colloqui tra Grecia e Turchia, che alla fine si conclusero a causa di una risoluzione delle Nazioni Unite del 4 marzo 1964 sul dispiegamento del Regno Unito e la creazione della Forza di Peacekeeping delle Nazioni Unite a Cipro. Nel 1968 tornò a Londra per prestare servizio nel riorganizzato Foreign and Commonwealth Office. Tra il 1970 e il 1972 fu capo del desk per l'Arabia con il grado di consigliere. Dopo che nel 1972 questo venne fuso con il desk per il Medio Oriente, succedette a John Graham come segretario principale del Segretario di Stato per gli affari esteri e del Commonwealth, prestando servizio con Alec Douglas-Home. Dopo la vittoria del Partito Laburista alle elezioni generali del 28 febbraio 1974 venne confermato dal nuovo segretario James Callaghan.
Proseguì la sua carriera occupando gli uffici di ambasciatore straordinario e plenipotenziario nel Lussemburgo dal 1º luglio 1975 al 1977, ambasciatore in Spagna dal 1977 al 1979 e vice sottosegretario al Foreign Office dal 1979 al 1982, un incarico che poi comportò la presidenza del comitato congiunto di intelligence. Nel 1982 venne promosso a sottosegretario permanente e capo del Servizio diplomatico. Quando nell'aprile del 1982 l'Argentina invase le Isole Falkland, entrò in collisione con il Primo ministro Margaret Thatcher che alla risposta diplomatica preferiva quella militare. Ad un certo punto, durante una discussione animata, minacciò di dimettersi. La Thatcher però ha fatto marcia indietro e disse: "Va bene, basta con le pressioni di Foreign Office".
Dal 1986 al 1991 fu ambasciatore negli Stati Uniti d'America. Nel 1991 si ritirò dal servizio diplomatico e da quell'anno al 2000 fu prevosto dell'Eton College .
Acland fece parte del consiglio fondatore del Rothermere American Institute di Oxford e contribuì a raccogliere fondi per l'edificio e la biblioteca dell'Istituto. Dal 1994 al 2005 ricoprì la carica di cancelliere dell'Ordine di San Michele e San Giorgio.
Morì l'8 settembre 2021 all'età di 91 anni.

## Vita personale
Il 6 novembre 1956 sposò Clare Anne Verdon (?-1984), figlia di Francis Reynolds Verdon. Ebbero tre figli:
- Simon Hugh Verdon Acland (27 marzo 1958), sposò Josephine Valentine, ebbero due figlie;
- Nicholas Anthony Bevil Acland (6 febbraio 1960), sposò Sophia Caroline Annabel Yorke, ebbero tre figli;
- Katherine Mary Acland (30 giugno 1965), sposò George Weston, ebbero tre figli.

Nel 1987 si risposò con Jennifer Dyke. Da questa unione non nacquero figli.